# Sent Laurenç de Trevas
Sent Laurenç de Trevas (en francès Saint-Laurent-de-Trèves) és un municipi del departament francès del Losera, a la regió d'Occitània.